# Карран (деревня)
Карран (англ. Carran; ирл. Carn) — деревня в Ирландии, находится в графстве Клэр (провинция Манстер). Рядом с деревней находится древний форт Каэркомман (ирл. Cahercommaun).